# Ratpenat llenguallarg de Nova Guinea
El ratpenat llenguallarg de Nova Guinea (Syconycteris hobbit) és una espècie de ratpenat de la família dels pteropòdids. Viu a Papua Nova Guinea i Indonèsia. El seu hàbitat natural són els boscos molsosos de l'estatge montà, tot i que també se l'ha trobat a jardins rurals. Està amenaçat per la pèrdua d'hàbitat i, possiblement, per l'escalfament global.